# Stenoma meyeriana
Stenoma meyeriana es una especie de polilla del género Stenoma, orden Lepidoptera.
Fue descrita científicamente por Cramer en 1782.

## Distribución
Habita en el continente de América, en Las Guayanas.